# Russell Bufalino
Russell Alfred Bufalino, född Rosario Alfredo Bufalino italienska: [roˈzaːrjo alˈfreːdo bufaˈliːno], född 29 september 1903, död 25 februari 1994,  var en italiensk-amerikansk maffiaboss för familjen Bufalino från 1959 till 1989. Han var kusin till advokaten William Bufalino, som länge var rådgivare till Jimmy Hoffa.

## Tidiga år
Bufalino föddes den 29 september 1903 i Montedoro på Sicilien. Den 9 juli 1903 emigrerade hans far till USA, bosatte sig i Pittston, Pennsylvania och började arbetade i en kolgruva. Bufalino flyttade till USA med sin mor och syskon i december 1903. Några månader senare dog Bufalinos far i en gruvolycka, och hans familj återvände till Sicilien. Bufalino emigrerade till USA igen i januari 1906. Efter att hans mor avlidit 1910 återvände han till Sicilien igen. Han återvände till USA i februari 1914 och bosatte sig i Pittston.  Vid 14 års ålder flyttade Bufalino till Buffalo, New York, där han blev kriminell under tonåren. Den 9 augusti 1928 gifte han sig med Carolyn "Carrie" Sciandra,   som kom från en siciliansk maffifamilj.  Bufalino arbetade tillsammans med många gangsters i Buffalo, varav några skulle bli ledare i familjen i Buffalo, eller Cosa Nostra-familjer längs USA:s östkust. Dessa relationer visade sig vara till stor hjälp för Bufalino i hans kriminella karriär. Familjeband var väldigt viktiga för siciliansk-amerikanska kriminella. Han skapade tidigt en betydande vänskap med John C. Montana, som även han var från Montedoro.
I början av 1920-talet började Bufalino arbeta med Joseph Barbara i Endicott, New York. Bufalino flyttade senare till Kingston, Pennsylvania 1940. Familjen i nordöstra Pennsylvania kontrollerade organiserad brottslighet i Pittston, Scranton och Wilkes-Barre, Pennsylvania, samt New York.
I början av 1950-talet försökte USA:s immigrationstjänst att få Bufalino utvisad flera gånger, men lyckades aldrig.
Bufalino träffade lastbilschauffören Frank Sheeran 1955, då Bufalino erbjöd sig att hjälpa honom att fixa sin lastbil; Sheeran arbetade senare med att köra runt honom och leverera varor. Bufalino hade introducerat Sheeran för Teamsters ledare Jimmy Hoffa. Hoffa, som blev en nära vän till Sheeran, använde honom bland annat för mord på motsträviga fackmedlemmar och medlemmar i rivaliserande fackföreningar som hotade Teamsters revir.  Enligt Sheeran var det första samtalet han hade med Hoffa över telefonen, där Hoffa började med att säga "jag hörde att du målar hus" - en mobkod som betyder: jag hörde att du dödar människor, "färgen" är blodet som stänker när kulor skjuts in i en kropp.
Den 20 april 1973 greps Bufalino på en nattklubb i Scranton i en FBI-razzia, anklagad för störningar av mellanstatlig handel, att ha hindrat rättvisa, hasardspel, samt transport av stulen egendom, men släpptes senare mot 50 000 dollar mot borgen.
År 1977 åtalades Bufalino för utpressning efter att Jack Napoli, som var i vittnesskyddsprogrammet, vittnat om att Bufalino hade hotat att döda honom för att han inte betalat en skuld på 25 000 dollar till en juvelerare i New York. Den 8 augusti 1978 dömdes Bufalino till fyra års fängelse för sin del i utpressningsförsöket. Han avtjänade nästan tre år.
Bufalino släpptes i maj 1981, men åtalades igen, den här gången för stämpling till att döda Jack Napoli. I november 1981 dömdes Bufalino till 10 års fängelse.
Då Bufalino åter satt i fängelse började familjens styrka minska. 1989 släpptes Bufalino från fängelset. och Billy D'Elia blev ny boss för familjen.
Den 25 februari 1994 dog Bufalino av naturliga orsaker på Nesbitt Memorial Hospital i Kingston, Pennsylvania, 90 år gammal.

## I populärkultur
Bufalino skildras av Joe Pesci i Martin Scorseses filmThe Irishman från 2019. Pesci nominerades till Oscar för bästa manliga biroll för sin prestation.